# NGC 7417
NGC 7417 é uma galáxia espiral barrada (SBab) localizada na direcção da constelação de Tucana. Possui uma declinação de -65° 02' 18" e uma ascensão recta de 22 horas, 57 minutos e 49,1 segundos.
A galáxia NGC 7417 foi descoberta em 20 de Julho de 1835 por John Herschel.